# 23628 Ichimura
23628 Ichimura è un asteroide della fascia principale. Scoperto nel 1996, presenta un'orbita caratterizzata da un semiasse maggiore pari a 2,2211909 au e da un'eccentricità di 0,0898776, inclinata di 7,11754° rispetto all'eclittica.
L'asteroide è dedicato all'astrofilo giapponese Yoshimi Ichimura.